# わがままな女たち
『わがままな女たち』（わがままなおんなたち）は、フジテレビ系列で1992年10月15日 - 12月17日に『木曜劇場』枠で放送されたテレビドラマ。

## ストーリー・概要
結婚生活に不安を感じ、夫に三下り半を突きつけて離婚した純子は偶然、ちとせ、みどりの2人とタクシーで相乗りになる。その後、3人は再び顔を合わせることに…。生き方、考え方が異なる3人の女性が出会い、本当の生きがいを見つけ出すまでをコメディタッチで描いた作品。
撮影はスタジオセットは無しの、全てロケで行われた。

## キャスト
- 広田純子：古手川祐子
誠一郎との結婚生活のこれからに不安を感じて離婚宣言、独り立ちする。
- 高木ちとせ：手塚理美
結婚より仕事のキャリアウーマンだと自負する。
- 勝又みどり：山下久美子
既婚者。哲郎の妻でハナの母。夫は多忙のため家に帰らない日も多いが、離婚の意志は無い。
- 広田洋一：大鶴義丹
純子の弟。会社の同僚のちとせに好意を持っている。
- 勝又ハナ：安達祐実
みどりの娘。
- 近藤進：四禮正明
- 小島美紀：磯野貴理子
- 小早川繁：西岡徳馬
- 清水守：石倉三郎
- 岡村朝子：村上聡美
- 勝又哲郎：田代まさし
- 森本絋司：北村総一朗
- 吉岡誠一郎：神田正輝
純子の元夫。「女は家庭を守る者」などといった古い考えを持つ。
- 青木仁：大地康雄
いわゆる武骨者で、未だ独身。しかし純子と出会って心ときめくものを感じ始める。

（出典：）

## 主題歌
- EPO『ある朝、風に吹かれて』

## スタッフ
- 脚本
  - 小野沢美暁（第1話、2話、5話、7話、8話、10話）
  - 中山乃莉子 （第3話、4話、6話、9話）
- 音楽：中西俊博
- 企画：小林義和、清水賢治
- プロデュース：渡辺茂
- 監督
  - 小田切正明 （第1話～3話、6話、7話、9話、10話）
  - 西本淳一（第4話、5話、8話）
- 制作：フジテレビ、アズバーズ